# Buinsk (Tatarstan)
Buinsk, in russo Буинск? in tataro Буа, Buwa, è una città della Russia che si trova nella Repubblica autonoma del Tatarstan. Nota dal 1691, nel 1780 ottenne lo status di città ed è capoluogo del Buinskij rajon. La cittadina, che si trova da 137 chilometri da Kazan' e ad 80 da Ul'janovsk, nel 2009 aveva una popolazione di circa 20.200 abitanti.